# Clave (rytm)
Clave är en grundläggande rytm som i olika varianter genomsyrar de flesta kubanska folk- och populärmusikstilarna, bland annat son, rumba, danzón och salsa. Den består av två takter med var sin rytmiska indelning. Claven upprepas oavbrutet genom hela musikstycket och påverkar det rytmiska skeendet att ständigt pendla fram och tillbaka mellan dessa två lägen. Bruket av klaverytmer är ett arv från traditionell västafrikansk musik med sina klockrytmer.
I bossa nova, en musikstil med rötter i den brasilianska samban, förekommer en snarlik rytm som ibland kallas bossaclave. Den reglerar dock inte det rytmiska skeendet i musiken och fungerar alltså inte som en clave.

## Clavens funktion
Alla rytmer och betoningar i musiken ska helst bejaka clavens synkoper och framför allt inte motverka dem.
En musiker som hamnat fel i förhållande till claven sägs spela "crossed clave" eller "cruzado", vilket man på Kuba kan påpeka med en speciell gest föreställande en ryttare som sitter bakfram på sin häst.
Claven kan fungera som en akustisk variant av en dirigents visuella taktslag när det gäller att koordinera musikerna. Den stora skillnaden är att dirigentens slag oftast tickar på i en jämn följd, medan claven genom sin synkopering aktivt motverkar en statisk rytmuppfattning. Dessutom når claven direkt till dem som dansar eller som av andra skäl inte skulle kunna hålla ögonen på en dirigent.
I vissa fall hörs claven tydligt därför att den spelas på claves eller på något annat instrument med pregnant klang, men i andra fall spelas själva claverytmen inte alls. Den finns då enbart i huvudet på musikerna, medan instrument och sång gör andra rytmer i harmoni med den tänkta claven.
I många musikstilar vänder aldrig claven. Det innebär att rytmmönstret aldrig bryts så att två takter av samma slag hamnar intill varandra. Även efter ett musikaliskt break eller en tyst takt återupptas claven som om den hade spelat sin vanliga följd hela tiden. Man kan jämföra det med en gunga som aldrig får pendla bakåt två gånger i rad utan att däremellan pendla framåt. I modernare musikstilar kan dock claven vända på vissa ställen mitt i musikstycket.

## Son-clave i son och salsa
Den kubanska musikstilen son går i 4-takt och har den mest kända av alla claverytmer:
```
            4/4   |1 . 2 . 3 . 4 .|1 . 2 . 3 . 4 .|
                  |               |               |
Son (3-2 clave)   |x . . x . . x .|. . x . x . . .|
```

(Ljudexempel finns på webbplatsen RythmWeb) 
I denna rytmnotation har första takten 3 slag och andra 2. Rytmen kallas då 3–2  clave. Men man kan lika gärna utse takten med 2 slag till den första, vilket ger rytmen 2–3  clave. Vilken variant man spelar i ett visst stycke beror på textens och melodins behov. I son vänder claven inte mitt i musiken, utan musiken är gjord för en av de två clavevarianterna.
"Sin clave no hay son" (son är otänkbar utan clave) sjunger Celia Cruz. I son spelas claven nästan alltid på instrumentet claves – två trästavar som slås mot varandra. De ger klangfulla klickljud som hörs tydligt genom sången och musiken. 
Sonclaven återfinns även i salsa, som till stor del har utvecklats ur son. Där spelas dock inte alltid själva claverytmen, utan den kan mycket väl vara enbart underförstådd. Traditionellt vänder man inte claven i salsa heller. Om ett parti i musiken kräver den andra claven, lägger man istället in en extra takt eller stjäl en takt från föregående parti för att komma in i rätt läge utan att clavesekvensen bryts. Detta är ganska vanligt vid övergången till montuno- eller mambodelen. På senare tid har dock verkliga clavevändningar i salsan blivit vanligare,
speciellt i montunodelen. Detta kräver ökad lyhördhet hos dansarna.
Man kan hitta en underförstådd sonclave även i helt andra genrer, till exempel i en del rockmusik. Den finns också i Jan Johanssons Här kommer Pippi Långstrump som konsekvent går i 2–3 clave med synkop i varannan takt:
```
|Här kommer Pippi |Långstrump, tjola |hopp tjola hej tjola |hoppsansa.           |
|    x      x     |x     x     x     |     x     x         |x       x      x     |
```

## Rumba-clave
Flera olika musik- och dansstilar kallas rumba, men här avses den grupp av i huvudsak tre besläktade folkliga stilar som utvecklats på Kuba ur västafrikansk kultur söder om Sahara vid kontakten med den spanskeuropeiska. Claven skiljer sig något mellan de tre stilarna, men det finns en tydlig gemensam nämnare.
De tre rumbastilarna är:
- Yambú – långsam och går i en trygg 4/4-takt.
- Guaguancó – medelsnabb och går i 4/4-takt som tänjer mot 6/8.
- Columbia – snabb och aggressiv och går i ren 6/8-takt.

Här är alla rumbaclaves samt son noterade i 3–2 så att de kan jämföras rytmmässigt:
```
      4/4   |1  .  2  .  3  .  4  . |1  .  2  .  3  .  4  . |
            |                       |                       |
    (Son)   |x  .  .  x  .  .  x  . |.  .  x  .  x  .  .  . |
    Yambú   |x  .  .  x  .  .  .  x |.  .  x  .  x  .  .  . |
Guaguancó   |x  .  .  x  .  .  .  x |.  . x.  .  x  .  .  . |

 Columbia   |x   .   x   .   .   x  |.   x   .   x   .   .  |
            |                       |                       |
      6/8   |1   2   3   4   5   6  |1   2   3   4   5   6  |
```

Tekniskt sett skiljer sig claven i yambú från son endast genom att tredje slaget är något fördröjt. Men medan de tre första slagen bildar en tydlig grupp i son, blir tredje slaget i yambú en överlöpare som mera hör ihop med de två slagen i nästa takt. Som lyssnare känner man därför snarast 1-2, 1-2-3 när man hör yambú-claven som den är skriven ovan, och att den formellt betecknas som 3–2 clave kan nästan bli förvirrande.
Guaguancó och yambú har snarlik clave. Många skribenter anger att den är identisk, men det finns ändå en skillnad om man lyssnar noga. I den långsammare yambú passar de tre sista slagen in i 8-delsmönstret med ett urverks precision, vilket innebär att avståndet mellan slag 3 och 4 är klart större än mellan slag 4 och 5. Men i guaguancó tenderar dessa tre slag att fördelas jämnare i tiden. Utjämningen sker genom att det mellersta (fjärde) slaget kommer aningen tidigt. Därför drar sig guaguancó från 4/4- i riktning mot 6/8-känsla.
Columbia har en clave i ren 6/8, vilket ger flera av slagen ytterligare små förskjutningar mot tidigare lägen. Om man ska stampa takten till en rumba, bör man stampa två slag i varje takt. I fallet columbia blir det på slagen 1 och 4 så att varje stamp rymmer tre åttondelar. Denna clave anses ha utvecklats ur den västafrikanska rytm som brukar kallas bembé, se nedan. Tar man bort de två förslagen som finns i bembé, så får man columbiaclaven. Columbia är också den rumbastil där sången blandar in flest afrikanska ord.
Det förefaller som om den afrokubanska rytmkulturen gärna drar mot 6/8 i snabba tempi även om man känner 4/4 i långsamma. Guaguancó hamnar här i ett intressant mellanläge, speciellt mot slutet av ett stycke när intensiteten och tempot har drivits upp.

## Västafrikanska klockrytmer
I många västafrikanska kulturer används traditionellt en ständigt repeterad klockrytm (bell pattern eller timeline) som ryggrad för trumspel, dans och sång. Denna klockrytm har samma funktion som claverytmen och kallas av vissa också för clave. Den spelas på ett distinkt slaginstrument, gärna en metallklocka eller annat metallföremål, och är ett ständigt närvarande ljud i musiken. Inte sällan kombineras två olika klockrytmer för att skapar ett intressant mönster som tillsammans bildar en rytmisk stomme. Då brukar grundrytmen börja ensam och den kompletterande rytmen faller in så småningom.
Det finns en mängd olika västafrikanska klockrytmer, både i 4/4- och 6/8-takt. Även den vi kallar son-clave återfinns i Afrika. Alla innehåller synkoper. Flera olika klockrytmer kan härledas från ett gemensamt rytmiskt grundmönster, de har bara olika slag som utgångspunkt. Med västerländskt synsätt är det bara taktstreckens placering som skiljer, det vill säga var ettan i rytmen sitter. Denna skillnad är dock oftast tillräcklig för att ge rytmerna helt olika karaktär.
Här är två olika 2-takters klockrytmer med helt olika känsla, men som använder samma rytmmönster:
```
Tambú   |x . x . x .|x x . x . x|x . x . x .|x x . x . x|
Yoruba      |x . x . x x|. x . x x .|
```

En västafrikan som spelar en klockrytm räknar normalt inte taktslag för att hålla takten eller för att lära ut den, vilket västerländska musiker gärna gör. Istället används verbala fraser för att direkt beskriva både rytmik och klangskillnader, exempelvis "kong kong ko-lo, kong ko-lo" för Yorubarytmen.
Ändå finns alltid en jämn puls i botten. Den betonas inte alltid i musiken, men är likväl den yttersta grunden för både musikers och dansares rörelser. Både i 4/4 och 6/8 betonar den två slag per takt.

### Bembé-rytmen
Den mest kända västafrikanska klockrytmen går i 6/8 och brukar kallas bembé eller standardklockrytmen (the standard bell pattern, the pan-West African bell pattern, ibland även the short African bell).
```
  6/8   |1 2 3 4 5 6 |1 2 3 4 5 6 |
        |            |            |
Bembé   |x . x . x x |. x . x . x |
```

(Ljudexempel finns på webbplatsen RythmWeb) 
Inom den afrokubanska religionen santeria som härstammar från Yorubafolket i sydvästra Nigeria och Benin, är bembé en fest där man under trumspel, sång och dans tillber och prisar sina gudar. Då används speciella bembétrummor som ackompanjeras av bembérytmen.
Sambandet mellan bembé-rytmen och rumba columbiaclaven är tydligt:
```
   Bembé   |x . x . x x |. x . x . x |
Columbia   |x . x . . x |. x . x . . |
```

På de två ställena där rytmen "vänder" ligger två slag nära varandra (slag 3-4 och slag 7-1). När man lyssnar på bembé är det lätt att uppfatta slag 3 som förslag till slag 4, och slag 7 som förslag till slag 1, som i ramsan två slag, å tre slag till, å två slag, å tre slag till… . Mellanrummen ger fem av slagen större utrymme att klinga och gör dem i någon mening därmed viktigare än de två som är förslag. Tar man bort de två förslagen får vi columbiaclaven två slag – tre slag till – två slag… . Man kan också notera att mellanrummen i bembé-rytmen i sig utgör en (förskjuten) columbiaclave.

### Bembé-hjulet
Begreppet bembé-hjulet (the Bembé wheel) innebär att bembé-rytmen kan vara grunden för ytterligare sex afrikanska rytmer om man utser något annat slag till förstaslag.
```
|x . x . x x|. x . x . x|x . x . x x|. x . x . x|   Bembé ("short bell")
    |x . x x . x|. x . x x .|                       Bemba
        |x x . x . x|. x x . x .|
          |x . x . x .|x x . x . x|                 Tambú ("long bell")
              |x . x . x x|. x . x x .|             Yoruba
                  |x . x x . x|. x x . x .|         Ashanti
                      |x x . x . x|x . x . x .|     Bembé 2
```

(De angivna namnen på rytmerna följer Godfried Toussaints namnsättning)
Den enda av dessa rytmer som Touissant inte funnit belägg för i traditionell afrikansk musik, och som han därför inte kunnat namnge, råkar också vara den enda rytm som inte kan markera början av en takt med något annat än ett förslag.

## Bossa
Bossaclave är en rytm som ofta används i bossa nova. Nedan är bossa- och sonclaven noterade (i 3–2) så att de kan jämföras rytmmässigt:
```
  4/4   |1 . 2 . 3 . 4 .|1 . 2 . 3 . 4 .|
        |               |               |
(Son)   |x . . x . . x .|. . x . x . . .|
Bossa   |x . . x . . x .|. . x . . x . .|
```

Tekniskt sett är det bara sista slaget som skiljer dem åt. Men bossaclavens karaktär blir ändå en helt annan. Man kan notera att den nästan konsekvent har ett slag var tredje åttondel. Det är bara på ett ställe som avståndet är en åttondel längre. Dessa 3/8-serier glider avspänt omkring ovanpå grundpulsens halvnotsslag och tar bort fjärdedelarnas dominans över mellanliggande åttondelar. I ensembler med trumset spelas ofta bossaclaven med tickande slag mot virvelkaggens kant, vilket ger en karakteristisk bossa-atmosfär.

### Är bossaclaven en clave?
Många anser dock att bossaclaven inte är någon clave i egentlig mening. Den har inte som son- och rumbaclaven två takter med tydligt kontrasterande rytmkänsla som styr hela styckets rytmisering. Bossaclaven är snarast dekorativ. Ibland kan den ogenerat växla mellan 3–2 och 2–3 åtskilliga gånger i samma musikstycke, även mitt inne i en fras. I många bossor spelas den inte alls. Istället används andra komprytmer som inte alltid uppvisar någon preferens för 3–2 eller 2–3.
En annan diskussion gäller om bossa nova är en självständig stil med en egen clave, eller om det helt enkelt är lugn samba. I så fall borde vi snarare söka efter en sambaclave, och den rytm vi beskrivit här utgör knappast någon viktig grund för samba. Några menar att samba är starkt polyrytmisk medan bossa nova har skalat bort så mycket av samban så att det bara återstår en enda synkoperad komprytm mot en jämn bastonspuls.
Bossaclavens rytm kan visserligen även spelas som en bland många rytmer i stora sambagrupper, men då finns andra och tydligare synkoperade rytmer som avgör om bossaclaven bör spelas i 3–2 eller 2–3.
Den brasilianske kompositören och pianisten Jovino Santos Neto skrev i en diskussionsgrupp följande om brasiliansk clave:
| ” | [...] in my opinion, the concept of clave as a structural component that organizes rhythm exists in most of the music from Brazil, but in a much different way than it does in Afro-Caribbean music. I keep hearing people talking about "bossa nova clave" and other things, but this is not something that most Brazilian drummers will even think of. The side-stick pattern one hears on a lot of samba drumming is not a structural element, but a ornament that can be applied in myriad ways without compromising the groove. | „ |

Här följer några exempel på hur kända bossamusiker spelar bossa utan att styras av den rytm som kallas bossaclave:
- I den berömda Corcovado ("Quiet nights of quiet stars") från mars 1963 med Stan Getz samt João och Astrud Gilberto spelas ingen bossaclave. Det genomgående kompmönstret bygger snarast på ständig upprepning av andra takten i 3–2 bossaclaven, alltså ett slags "2–2 clave". Det är ett vanligt kompsätt i bossa nova.
- I Vivo Sonhando ("Dreamer") från maj 1963 med Antonio Carlos Jobim och Claus Ogermans orkester spelar trummisen en tydlig bossaclave. Intron och halva första versen går i 3–2, resten av versen samt hela andra och tredje versen spelas i 2–3. Efter halva vers fyra blir det 3–2 igen, men efter tre fjärdedelar av versen är det åter 2–3 genom att samma lilla musikaliska fras utan att ändra sitt spelsätt kompas i först den ena, sedan den andra claveriktningen. I styckets slutdel spelas en enda 3–2 clave följt av 3 stycken 2–2 (jämför Corcovado ovan) och till sist några takter i 3–2 clave.
- I Acontece que eu sou baiano från João Gilbertos solokonsert i Tokyo i september 2003 spelar han genomgående rytmen partido alto i sitt gitarrkomp och vänder aldrig på den. Även den utgör ett mycket vanligt kompmönster i bossa och inte minst i samba. Partido alto har pregnans och styrkraft men saknar en tydlig relation till bossaclaven.

En jämförelse mellan bossaclave och bägge taktlägena för partido alto som visar att korrelationen mellan dem är svag:
```
  4/4        |1 . 2 . 3 . 4 .|1 . 2 . 3 . 4 .|
             |               |               |
Bossa        |x . . x . . x .|. . x . . x . .|
Partido alto |x . ^ . . x . x|. ^ . . x . x .|
             |               |               |
Bossa        |x . . x . . x .|. . x . . x . .|
Partido alto |. ^ . . x . x .|x . ^ . . x . x|
```

Här anger ^ ett högre tonläge än x. Två tonlägen utnyttjas i partido alto bland annat på friktionstrumman cuica. Rytmen kan även spelas med alla sju slagen i samma tonläge, exempelvis som komprytm på den brasilianska, ukulele-liknande lilla gitarren cavaquinho.

## Musikstilar med clave
Här följer några exempel på musikstilar med clave:
- Afro-kubansk 6/8
- Cha-cha-cha
- Guaguanco
- Guajira
- Guaracha
- Latin jazz (dock inte uteslutande)
- Mambo
- Mosambique
- Rumba
- Salsa
- Son Montuno
- Son
- Songo